# Bovey Tracey
Bovey Tracey [ˌbʌvi ˈtreɪsi] ist eine kleine Stadt im Bezirk Teignbridge in der südwestenglischen Grafschaft Devon. Die Lage des knapp 7000 Einwohner zählenden Städtchens am Rande von Dartmoor bewog die Einwohner, an der Stadtgrenze mit dem Spruch The Gateway to the Moor (Das Tor zum Moor) zu werben. Die hiesige Bevölkerung nennt ihre Stadt nur „Bovey“ („Buvvy“ ausgesprochen).
Bovey Tracey liegt nahe der Marktstadt Moretonhampstead. Auf etwa halber Strecke zwischen den beiden liegt das kleine Dorf North Bovey.
Bovey Tracey hat eine Städtepartnerschaft mit Le Molay-Littre in der Normandie (Frankreich).

## Geschichte

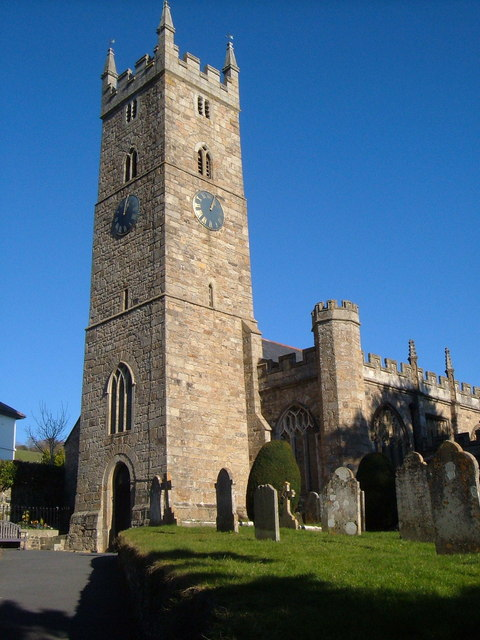
Kirche St. Peter, St. Paul and St. Thomas of Canterbury mit prächtigem Granitturm

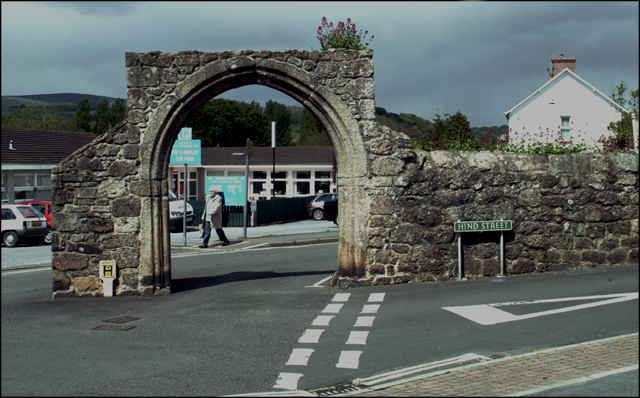
Cromwells Arch – Überrest eines mittelalterlichen Klosters

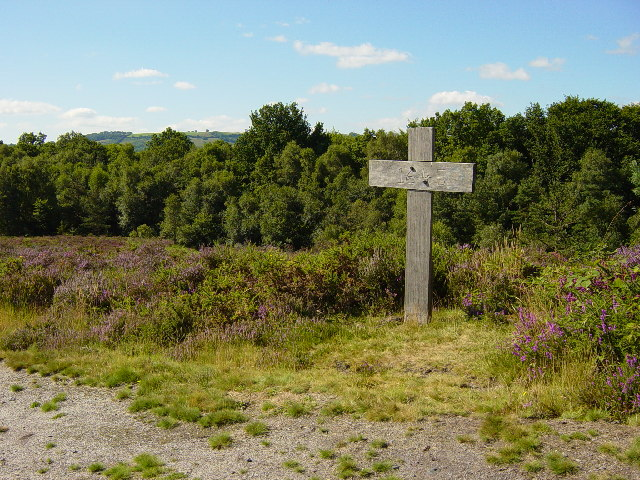
Bovey Heath, Ort einer Schlacht im Englischen Bürgerkrieg. Gedenkkreuz für die hier bestatteten Gefallenen

Bovey Tracey ist eine alte sächsische Siedlung und bereits im Jahr 500 als „Boffa“ nachgewiesen. Die Stadt erhielt ihren zweiten Namen von den „de Tracey“, einer normannischen Gutsherrenfamilie, die nach der Eroberung Englands durch die Normannen im Jahr 1066 hier sesshaft wurde. Ein Mitglied der Familie, William de Tracey, war in die Ermordung von Erzbischof Thomas Becket in der Kathedrale von Canterbury im Jahr 1170 verwickelt. Man vermutet, dass William de Tracey die Gemeindekirche St. Peter, St. Paul und St. Thomas von Canterbury als Buße für den Mord errichten ließ. Die Kirche steht heute noch und weist eine ununterbrochene Reihe von Vikaren seit 1258 auf.
Während des Englischen Bürgerkriegs wurden im Jahre 1646 Angehörige Royalistischer Truppen im örtlichen Gasthof von Mitgliedern von Oliver Cromwells Roundhead-Armee („Rundköpfe“ war der Spitzname der Anhänger des Parlamentsheeres von Cromwell) attackiert. Wenn man der Überlieferung glauben darf, gelang den Royalisten die Flucht, indem sie zur Ablenkung Münzen aus den Fenstern in die unterbezahlten Roundhead-Truppen warfen. Am nächsten Tag fand eine Schlacht am nahen Bovey Heath statt, die mit einem Sieg von Cromwells Armee endete.
Der Name Cromwells lebt heute noch in zweierlei Hinsicht in Bovey Tracey weiter. Zum einen gibt es das beliebte Pub The Cromwell Arms und des Weiteren einen nahe gelegenen Steinbogen, der hier als Cromwell's Arch (fälschlicherweise) bezeichnet wird. In Wahrheit handelt es sich dabei um den Überrest eines Klosters, das sich früher an dieser Stelle befand.
Der Bahnhof von Bovey Tracey wurde am 26. Juni 1866 am Westrand der Stadt von der neuen „Moretonhampstead and South Devon Railway“ eröffnet. Der Personenverkehr stellte am 28. Februar 1959 seinen Betrieb ein. Güterzüge verkehrten hier noch bis zum 6. Juli 1970.

## Wissenswertes
- Das Bovey Tracey Heritage Centre im alten Bahnhof von Bovey.
- House of Marbles: Freier Eintritt zum Besuch der alten Töpferei mit Sklupturenverkauf, Skulpturenfertigung und Vorführungen von Glasbläsern.
- Bovey ist Sitz von Devons Handwerkskammer.
- Der Sitz der Verwaltungsbehörde des Dartmoor National Park ist in Bovey.
- Das Devon Wildlife Trust-Naturreservat befindet sich am Bovey Heath.
- Die Kirche hat einen Turm, der aus dem 14. Jahrhundert stammt, viele Schnitzereien aus dem 15. Jahrhundert und eine Schranke, die Arthur Mee als „eine der feinsten in dieser Grafschaft von feinen Schranken“ beschrieb.

## Sport
Bovey Tracey ist in Radsportkreisen bekannt als Anfangspunkt der Dartmoor-Devil-Radrundfahrt, die jährlich Ende Oktober stattfindet. Ziel der über 100 km langen Radrundfahrt, die kreuz und quer durch Dartmoor einen Höhenunterschied von zusammen 2000 m überwindet, liegt im nahe Bovey Tracey gelegenen Ort Manaton.

## Persönlichkeiten
- Edward Parnell (1875–1941), Sportschütze und Offizier
- Arnold Wienholt Hodson (1881–1944), Kolonialadministrator